# トマス・ハミルトン (第9代ハディントン伯爵)
第9代ハディントン伯爵トマス・ハミルトン（英: Thomas Hamilton, 9th Earl of Haddington、1780年6月21日 - 1858年12月1日）は、イギリスの保守党政治家。アザミ勲章勲爵士、枢密顧問官、王立協会フェロー。1794年から1828年までは「ビニング卿」（Lord Binning）の儀礼称号で称されていた。

## 経歴
スコットランドの貴族代表議員を務めた第8代ハディントン伯爵チャールズ・ハミルトンの一人息子として生まれる。母親のレディ・ソフィア・ホープは第2代ホープタウン伯爵ジョン・ホープの娘。
エディンバラ大学を経てオックスフォード大学クライスト・チャーチで学び、1801年に学士号を、1815年に修士号を取得。
1802年から1806年までコーンウォール州セント・ジャーマンズ選挙区選出の、1807年の1月から5月までカンブリア州コッカーマス選挙区選出の、1807年から1812年までコーンウォール州カリントン選挙区選出の、1814年から1818年までコーンウォール州ミッチェル選挙区選出の、1818年から1826年までケント州ロチェスター選挙区選出の、1826年から1827年までワイト島ヤーマス選挙区選出の庶民院議員。
彼は議会におけるジョージ・カニングの支持者であり、カニングが首相を務めていた1827年に「カウンティ・オヴ・ハディントンにおけるタイニンガムのメルローズ男爵」（Baron Melros, of Tynninghame in the County of Haddington; 連合王国貴族）に叙され、貴族院へ移った。なお1814年に枢密顧問官に列せられ、1828年に父親からスコットランド貴族の爵位である「ハディントン伯爵」を相続している。
1831年にホイッグ党の第2代グレイ伯爵チャールズ・グレイが第1回選挙法改正案（Reform Bill; 選挙法改正法案）を提出したときは反対したが、後に意見を変え、1832年には賛成票を投じた。
1835年、第1次内閣を組織したサー・ロバート・ピールの下でアイルランド総督（Lord Lieutenant of Ireland; アイルランド統監）に任じられる。1841年の第2次ピール内閣ではインドの総督就任を打診されたが断り、海軍大臣（First Lord of the Admiralty; 海軍本部ファースト・ロード）として入閣。1846年に閣僚ポストの入れ替えが行われると王璽尚書となった。
1844年に王立協会フェローに選出された。1853年、アザミ勲章を受章。

## 家族
第4代マクルズフィールド伯爵ジョージ・パーカーの娘であるレディ・マリア・パーカー（1861年没）と1802年10月13日に結婚した。彼女との間に子がなかったため、メルローズ男爵は1代で断絶、ハディントン伯爵は又従弟のジョージ・ベイリー＝ハミルトンが相続した。